# Charmaine Häusl
Charmaine Häusl (* 27. Januar 1996 auf den Seychellen) ist ein deutsch-seychellischer Fußballspieler. Er steht beim SV Babelsberg 03 in Potsdam unter Vertrag und spielte sowohl für deutsche U-Nationalmannschaften als auch für die A-Nationalmannschaft der Seychellen.

## Karriere

### Verein
Häusl spielte in der Jugend für den SC Olching, den TSV 1860 München, den SC Fürstenfeldbruck sowie beim FC Augsburg. 2011 schloss er sich der U17 des 1. FSV Mainz 05 an. Nachdem er zur Saison 2015/16 von der A-Jugend in die zweite Mannschaft der Mainzer hochgezogen worden war, gab er sein Debüt im Herrenfußball am 28. November 2015 unter Trainer Sandro Schwarz im Drittligaspiel bei der 0:1-Niederlage gegen Hansa Rostock. In der Folge kam der Defensivspieler regelmäßig zum Einsatz. Nach der Saison 2016/17 stieg er mit der Mannschaft in die Regionalliga Südwest ab. Bis zum Ende der Spielzeit 2018/19 absolvierte er 81 Spiele für die Mainzer.
In der Sommerpause 2019 wechselte Häusl ablösefrei mit zum Drittligisten SG Sonnenhof Großaspach, bei dem er einen Zweijahresvertrag erhielt. Nachdem der Verein 2020 abgestiegen war, wechselte er zum Berliner AK 07 in die Regionalliga Nordost. In der Saison 2020/21 kam er bei allen zwölf Spielen zum Einsatz, bevor die Saison wegen der Corona-Pandemie abgebrochen wurde. In der folgenden Saison wurde er am 5. Spieltag vom Platz gestellt und fehlte danach bis Saisonende wegen eines Schienbeinbruchs, den er sich bei einem Länderspiel zugezogen hatte.
Im Sommer 2022 wechselte Häusl zum Berliner Ligakonkurrenten VSG Altglienicke, wurde jedoch u. a. wegen Verletzungen in nur acht Spielen eingesetzt und war folgend in der Hinrunde 2023/24 ohne Verein. Im Frühjahr 2024 schloss er sich zunächst dem SV Lichtenberg 47 in der Oberliga Nordost an. Nachdem er mit den Lichtenbergern den Aufstieg verpasst hatte, ging er zur Saison 2024/25 zum Regionalligisten Babelsberg 03. Mit den Potsdamern erreichte er den 13. Platz und verließ anschließend den Verein.

### Nationalmannschaft
Häusl absolvierte in den Jahren 2011 und 2012 in der deutschen U16 zwei Spiele und in der U17 fünf.
Im Oktober 2019 wurde er anlässlich des Qualifikationsrückspiels für den Afrika-Cup 2021 gegen den Südsudan erstmals in die seychellische Nationalmannschaft berufen und gab bei der 0:1-Niederlage sein Länderspieldebüt. Bei seinem zweiten Einsatz am 1. September 2021 gegen die Komoren (7:1 für die Komoren) erlitt er einen Schienbeinbruch und fiel danach monatelang aus.